# كلارك هنت
كلارك هنت (بالإنجليزية: Clark Hunt)‏ هو شخصية أعمال أمريكي، ولد في 19 فبراير 1965 في دالاس في الولايات المتحدة.